# Weeki Wachee Gardens
Weeki Wachee Gardens est une census-designated place du comté de Hernando, dans l'État de Floride, aux États-Unis,. En 2020, elle compte une population de 1 138 habitants.